# Räuber vom Mainhardter Wald
Die Räuber vom Mainhardter Wald waren eine Räuberbande, die Ende des 18. Jahrhunderts ihr Unwesen im Mainhardter Wald trieben.

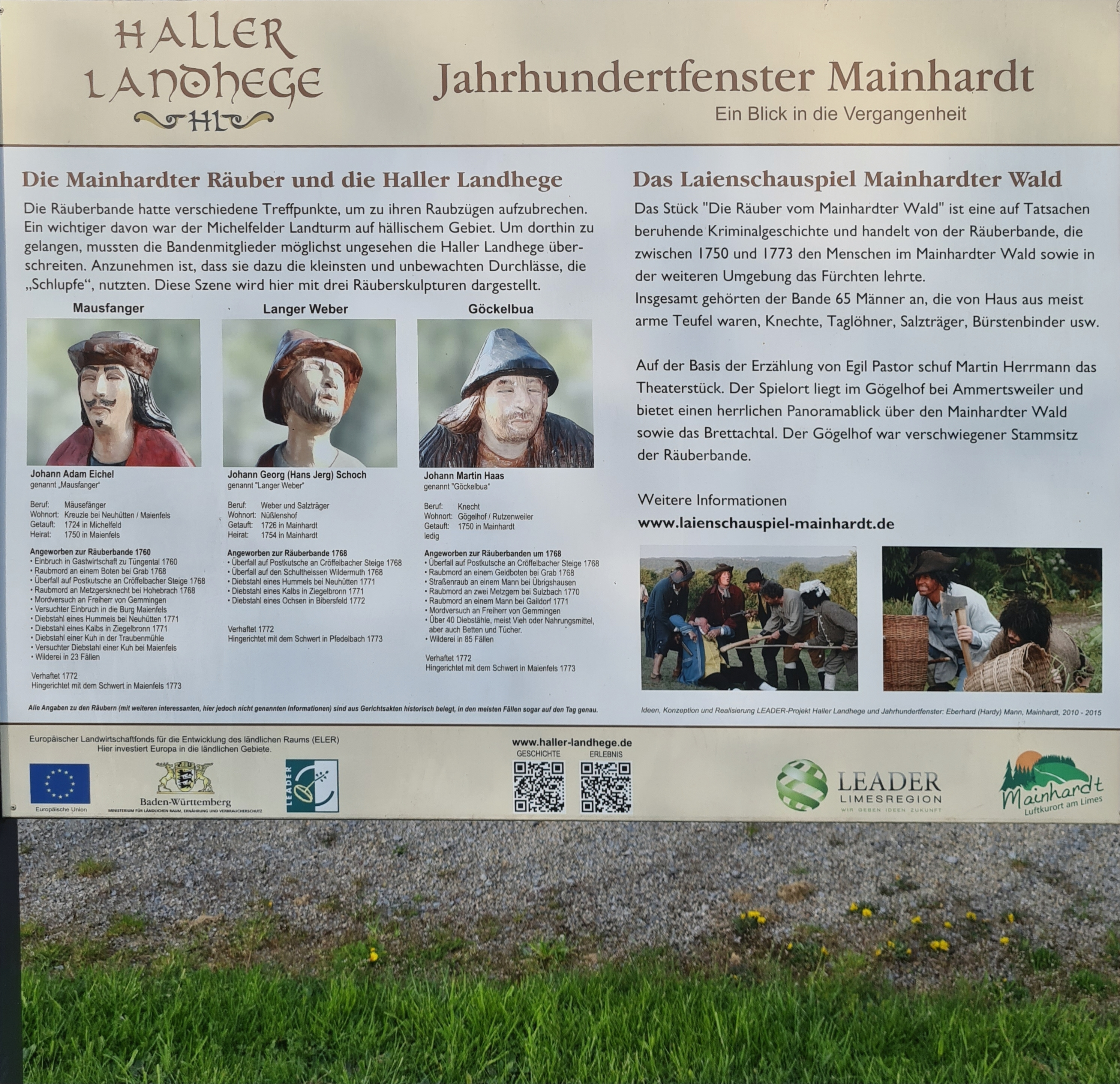
Die Räuber auf einer Infotafel am „Jahrhundertfenster Mainhardt“ der Haller Landhege

## Vorgeschichte
Um 1750 rebellierten die Mainhardter Bewohner gegen ihren Landesherren, den Fürsten zu Hohenlohe-Bartenstein. Sie verweigerten ihm jegliche Steuerzahlung und Naturalabgabe. In ihrem Zorn über die ihrer Meinung nach unerträglichen Forderungen des Fürsten, strengten sie sogar einen Prozess beim höchsten Gericht des damaligen deutschen Reiches in Wien an, dem Reichshofrat. Zehn Jahre lang währte der Machtkampf zwischen den Mainhardtern und ihrem Landesherren. Am Ende entschied der Kaiser zugunsten des Fürsten. Die Folge davon waren hochverschuldete und dadurch bettelarme Untertanen.
Vier Jahre nach der Niederschlagung dieser Mainhardter Rebellion machten dann die Räuber vom Mainhardter Wald unter dem Räuberhauptmann Heinrich Weiß die Region durch Raub und Plünderung auf den durch den Wald führenden Fernhandelsstraßen unsicher.

## Die Räuber

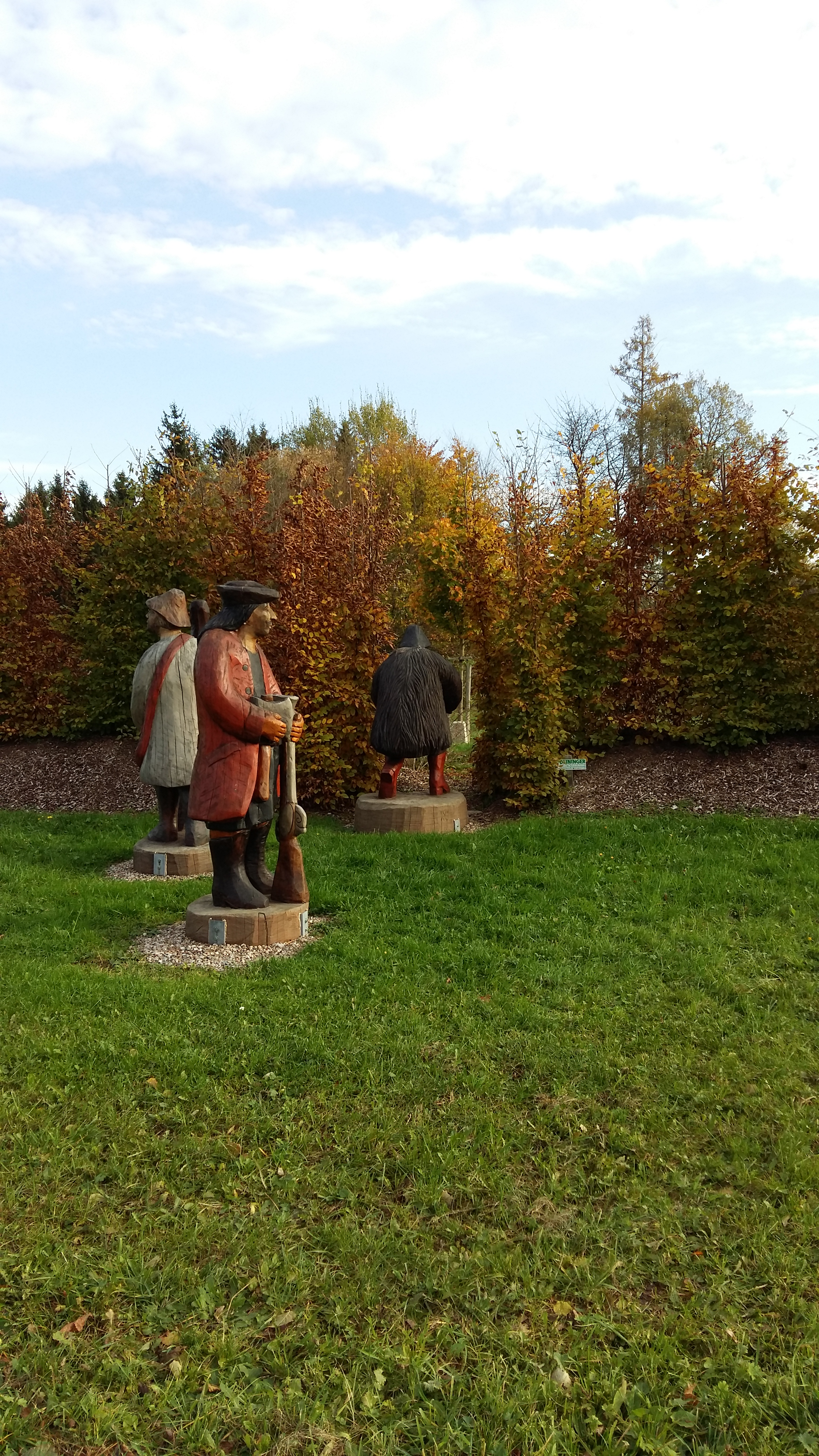
Figurengruppe „Räuber“ am „Jahrhundertfenster Mainhardt“, der Nachbildung eines Abschnitts der Haller Landhege

Im Mittelalter trafen sich zwei wichtige Handelswege bei Hohenegarten im Mainhardter Wald. Der eine kam von Stuttgart und folgte dem Verlauf der heutigen B 14 über Sulzbach und Großerlach. Der andere kam aus Heilbronn über Weinsberg, Löwenstein, Finsterrot und Ammertsweiler auf der Trasse der heutigen B 39. Ab Mainhardt führten beide vereint nach Schwäbisch Hall und von dort weiter nach Nürnberg und Prag.
Gegen Ende des 18. Jahrhunderts bildete sich eine Räuberbande, vornehmlich aus Bewohnern des Mainhardter Waldes. Sie überfiel und beraubte Reisende und Handelszüge auf den Fernstraßen im Mainhardter Wald und in der näheren und weiteren Umgebung. Ihr Oberhaupt war der Mainhardter Gastwirt und württembergische Zoller Heinrich Weiß.
Die Bande bestand aus drei Rotten, der Ammertsweiler, der Neuhütter und der Fuchsschwänzer Rotte. (Fuchsschwanz ist der nördliche Teil des heutigen Mainhardter Ortsteiles Hohenstraßen.) Von 53 der Räuber, die sich untereinander nur mit Spitznamen ansprachen, sind heute noch die Namen bekannt; von manchen der Bandenmitglieder kennt man die Herkunftsorte: 13 stammten aus Neuhütten, je 4 aus Finsterrot, Fuchsschwanz und Rutzenweiler, je 3 aus Ammertsweiler, vom Gögelhof und aus der Gegend von Schwäbisch Gmünd, je 2 aus Busch, Hütten und Maienfels und je einer kam vom Eulhof, aus Gailsbach, vom Hasenhof, aus Hall, Hals, Hausen an der Rot, Kreuzle, Lachweiler, Mainhardt, vom Neuwirtshaus, dem Nüßlenshof, dem Plapphof, Storchsnest, Untersteinbach, Weihenbronn und dem Wiedhof.
Die Überfälle verübten die Räuber in der sogenannten Fuchsmanier – also nicht in der Nähe ihrer Wohnorte, sondern weit fort von zuhause, vorwiegend auf dem Gebiet fremder Herrschaften. Dazu unternahmen sie teilweise erstaunliche Märsche. Der Mainhardter Wald war damals territorial sehr zersplittert. Anteil an ihm hatten
- das Herzogtum Württemberg mit seinem Unteramt Böhringsweiler;
- das gräflich löwensteinische Territorium mit den Orten Löwenstein, Glaslautern und Sulzbach an der Murr;
- die Prälatur von Murrhardt;
- die Grafschaft der Schenken von Limpurg, denen Hütten gehörte;
- die Reichsstadt Hall, der Bubenorbis gehörte;
- das Haus Hohenlohe (Linie Waldenburg-Bartenstein), zu dem Mainhardt gehörte;
- und die ritterschaftlichen Freiherren von Gemmingen, die in Maienfels residierten.

Zuweilen wurden Bauern, Wirte oder Witwen ohne Gewaltanwendung oder -drohung auch nur bestohlen. Bekannte Gewalttaten der Räuber waren:
- 1760 Überfall auf Tüngental
- 1768 Postkutschenüberfall bei Cröffelbach
- 1768 Mord an einem Mann bei Münster nahe bei Gaildorf
- 1768 Mord an zwei Metzgern beim Sulzbacher Ortsteil Bartenbach
- 1768 Mord am Rielingshäuser Schultheißen Wildermuth zwischen Oppenweiler und Aspach
- 1768 Mord an einem Metzgerknecht beim Großerlacher Ortsteil Hohenbrach
- 1771 Überfall auf einen Mann am Übrigshäuser Landturm bei Untermünkheim
- 1772 Überfall auf die Landkutsche von Germersheim

## Aufdeckung und Bestrafung
Im Jahr 1772 verriet der in Haft genommene Martin Haas vom Gögelhof unter der Folter die Bande. Insgesamt 68 Personen wurden angeklagt, man wies ihnen Diebstähle, Post- und Straßenraub und Mordtaten nach. Von den Verurteilten wurden 16 im Jahre 1773 in Pfedelbach mit dem Schwert enthauptet, ihre Leiber aufs Rad geflochten und die Köpfe auf den Pfahl gesteckt. Sieben Todesurteile wurden in Maienfels verkündet und vollzogen. Sieben der Räuber überlebten die Vernehmungen nicht.

## Kultur
Eine Laienspielgruppe vom Mainhardter Wald brachte die Räuber vom Sommer 2004–2014, also 11 Jahre, am Originalschauplatz Ammertsweiler-Gögelhof als sogenanntes Stationentheater auf sieben Bühnen zur Aufführung.
Seit 2015 sind es ca. 97 Schauspieler auf der Bühne und ca. 40 Helfer hinter der Bühne, die das Stück Aufstand im Mainhardter Wald von Rebellen zu Räubern, eine Vorgeschichte der Mainhardter Räuber am selben Platz und ebenfalls als Stationentheater vor ausverkauften und begeistertem Publikum darbieten. Die begehrten Karten gibt es ab dem Mainhardter Weihnachtsmarkt oder im Internet unter www.laienschauspiel-mainhardt.de sowie an mehreren Kartenvorverkaufsstellen.
In Großhöchberg und Spiegelberg wird das Räuberthema ebenfalls theatralisch aufgegriffen.